# 4コマギャグバトル
『4コマギャグバトル』は、光文社が発行する主に「火の玉ゲームコミック」シリーズとしてテレビゲームに関するパロディー・ギャグ4コマ漫画やショートコミックのレーベル。

## 概要
双葉社の4コマまんが王国、スクウェア・エニックス（当時はエニックス）の4コママンガ劇場、新声社の4コマ決定版などに続き、1995年に創刊。第1号作品は「スーパードンキーコング 4コマギャグバトル」だった。初中期までの編集元はスタジオDNA（現・一迅社）。最盛期にはSNKのゲームのほか、アトラス、任天堂のゲームを対象にしたものが多く出版され、人気を博した。
4コマまんが王国や4コママンガ劇場よりも規制基準が緩かったのか、最盛期は爆笑ネタはもちろん、高年齢層や多少の性的要素を意識した漫画もみられるなど、前記のレーベルとはかなり毛色が異なる。特に最初期の任天堂作品でのネタ、前身的存在である「火の玉ゲームコミック」のVol.2～3に掲載された「MOTHER2」の漫画は別記の「MOTHER2 4コマ逆襲本・アンソロジー（アスキー出版局、編集はスタジオDNAが担当）」と併せ、任天堂による規制が緩い時期を象徴するものであったといえる。
初期の作家陣はいわゆる同人系の面々や光文社が当時刊行していた少年誌「少年王」、スタジオDNAが編集に関わっていた「マル勝スーパーファミコン」（角川書店）の漫画コーナーである「マル勝ゲーム4コマシアター」（1995年に単行本化）に関わりのある作家が多かったが、後に他レーベルに名を連ねる漫画家やアンソロジー以外の作品でデビューした漫画家も参入、元となるゲームソフトによって作家陣がかなり異なるようになった。主要な作家陣は初中期から大きくは変わっていない。古賀亮一、大島永遠、武梨えりなどこのレーベルで活躍後にブレイクした漫画家も多い。
1998年頃よりスタジオDNAが独自にゲームコミックのレーベル「4コマKINGS」を立ち上げ、出版を開始したことに伴い編集から離れる。それが影響してかは不明だが、「4コマギャグバトル」は徐々に対象となるゲームソフトを中低年齢向けにシフトしている。
2010年7月29日に刊行された「東京鬼祓師 鴉乃杜學園奇譚4コマギャグバトル」を最後に、2024年現在はシリーズとしては発行されていない。

## 執筆経験のある作家
この節では、4コマギャグバトル及び前身的存在である「火の玉ゲームコミック」、4コマ+ショートコミックによる番外編的存在である「4大格闘ゲームギャグバトル」・「ギャグパラダイス」に執筆経験のある作家を五十音順に列挙する。

### あ行
- 青葉隼人
- あかいとおどし
- あかつき
- あかつきごもく - 吉崎観音の妻。「ヨッシーアイランド 4コマギャグバトル」シリーズにのみ参加。
- 阿川あけみ - 「マル勝ゲーム4コマシアター」には阿川絢名義で執筆。「火の玉ゲームコミック」では「ゼルダの伝説」の漫画を連載していた。
- 秋田大作 - 「スーパーロボット大戦」シリーズの後期に参加。
- 秋月しょう - 代表作に「G.O.D 目覚めよと呼ぶ声が聴こえ」のコミカライズ版等。
- あくまりく
- 浅井市子 - 新声社の4コマレーベルである「4コマ決定版」の初期主力作家。
- 東静馬（東シズマ） - 「4コマまんが王国」出身。2000年頃「東シズマ」に一時改名。
- あぜちきよち - 主に成人漫画で活動していた。「スーパーロボット大戦」シリーズの後期に参加。
- あづまきさらぎ
- 天野鬼丸
- アミーゴ隆想（旧・外間隆想、別名義・単ユキモト） - 最初期からこのレーベルを支えてきた作家の一人。2002年頃アミーゴ名義に改名。成人漫画では「単ユキモト」名義を使用。
- 荒井チェリー - 代表作に「いつかまたかえる」（まんが4コマKINGSぱれっと連載）等。
- ARI
- あり香りか
- 五十嵐絵美 - 最初期からこのレーベルを支えてきた作家の一人。
- 石田和明 - 代表作に「レニフィルの冒険」（月刊少年ギャグ王連載）等。柴田亜美、すずや那智、栗本和博と共に黎明期の「ドラクエ4コマまんが劇場」を支えた。「スーパーロボット大戦F完結編4コマギャグバトル」にのみ参加。
- 苺畑みなも - 「スーパーロボット大戦」シリーズの後期に参加。
- 一条早希
- 犬山まさと
- いまだひろし・ヤノハザマ（旧:今田浩・矢野間） - 「4コマまんが王国」出身。
- 岩佐あきらこ - 「4コママンガ劇場」出身。代表作に「阿佐ヶ谷Zippy」（月刊Gファンタジー連載）等。
- 岩村俊哉 - 代表作に「電撃ドクターモアイくん」（月刊少年ガンガン連載）等。「NEO･GEO4大格闘ゲーム ギャグバトル」のみに参加。
- 内村かなめ - 代表作に「妹はいいものだ」（まんが4コマぱれっと連載）等。
- 海月夜文 - ペンネームの読み方は「うみづきよぶみ」。
- 浦稀えんや
- 枉未和己
- 王楽紫衣（旧:邑楽紫衣）
- 大久保みどり
- 大島永遠（旧:山波ゆうま、おおしま永遠） - 代表作に「女子高生」シリーズ等。このレーベルで描き始めた当時はまだ高校在学中だった。
- OH-CHAN
- 大塚弘樹 - 「ピロンタン」（成人向け漫画時、この名義での代表作に「ピロンタン21」等）、「オーツカヒロキ」（一部漫画時、この名義での代表作に「愛ラブSHOCK!!」等）名義でも活動。
- 多音壮子 - ペンネームの読み方は「おおねそうこ」。
- 大山しゅう
- 岡田敦志 - 代表作に「コミカルモンスターメーカー」。
- 沖野鬼丸
- おき海苔
- 奥谷信之
- 奥谷かひろ - 代表作に「おくやDEポン!」等。あかほりさとるの実妹。
- 長田馨 - 代表作に「横須賀熱血ロード」（月刊少年ガンガン連載）等。
- 桜紲（旧:えんのおづな、おづな） - ペンネームの読み方は「おづな」。「4コマ決定版」シリーズでも執筆。
- 小野沢仁
- 小野寺浩二 - 代表作に「カバディ7」（コミックフラッパー連載作品）等。

### か行
- 甲斐士 - ペンネームの読み方は「かいつかさ」。
- 各務萩子（旧:かがみ萩子）
- 景山まどか
- 梶原あや - 「4コママンガ劇場」出身。代表作に「もしもしぐま」等。
- 加曽利あおりんご（現:加曽利りあら） - 「おさわり探偵 小沢里奈」シリーズのコミカライズ版の作画を担当。
- 葛城彰
- 兼本あつこ - 「4コママンガ劇場」出身。代表作に「GOGO! マリオワールド」。
- 樺屋わたる（旧:椿屋ななる、椿屋なるる） - 「火の玉ゲームコミックVol.3」のみ「椿屋なるる」名義で掲載。1997年頃現名義に改名。
- 香春藤チマチ（現:杜菜りの） - 代表作に「OLパラダイス」（千葉なおこ名義、まんがタイムラブリー連載）等。
- 神北ハヤト - 代表作に「デコレーションパック」（コミックNORA連載）。神北ガマン名義で「アニメディア」の投稿コーナーである「アニメアイ」のイラストを担当していた。
- 神代つかっぱ
- 神谷順 - 代表作に「ルナル・サーガ外伝」（コミックコンプ連載）等。現在はイラストレーターとして活動。
- 神谷ゆうじ
- 雁えりか - 代表作に「バンパイアドール・ギルナザン」（コミックZERO-SUM連載）等。
- 川石哲哉 - 代表作に「流狼の鎖」（原作・鈴木俊介、当時は川石てつや名義）。「スーパーロボット大戦」シリーズの後期に参加。
- カワタユウコ
- 川本祐太郎 - 「4コママンガ劇場」出身。代表作に「RUNRUNブラザーズ」（月刊少年ギャグ王連載）等。
- 姜聖士 - ペンネームの読み方は「かんそんさ」。
- 神奈みなも
- きがわ琳（現:忍青龍） - 代表作に「UNDER HEAVEN」等。「サイキックフォース2012 4コマギャグバトル」のみに参加。
- 北神亮（現:北神諒） - 代表作に「GUARDIAN ANGEL」。
- 北野美帆
- 北村弓
- きづき未来
- 木戸平志朗 - 「4コマ決定版」シリーズ出身。
- 木下さくら - 代表作に「魔探偵ロキ」シリーズ等。「ザ・キング・オブ・ファイターズ」シリーズのネオジオポケット版作品（「ザ・キング・オブ・ファイターズR-1 4コマギャグパラダイス」・「ザ・キング・オブ・ファイターズR-2 4コマギャグパラダイス パーフェクト」）に参加している。
- 京侍洋那
- 清正（旧:佐藤清美、土久清正） - 最初期は佐藤清美（新声社のアンソロジーでは佐藤キヨミ）名義。1999年頃土久清正名義、2002年頃現名義に改名。
- きりえれいこ - 「4コママンガ劇場」出身。
- 金田一蓮十郎 - 代表作に「ジャングルはいつもハレのちグゥ」（月刊少年ガンガン連載）等。「どうぶつの森+4コマギャグバトル ほのぼの編」にのみ参加。
- 日下一郎 - 「水曜日のシリウス」で「ファイナルリクエスト」を連載している同姓同名の漫画家とは無関係。
- 草薙明
- 口八丁ぐり ぐら - 代表作に「花と泳ぐ」（まんがタイムジャンボ連載）等。
- 黒川春姫 - 「ゲーメスト」、「月刊アルカディア」の元常連投稿者。
- 黒咲ひいな
- 黒田和佐（現:米田和佐） - 「4コママンガ劇場」出身。代表作に「だんちがい」等。米田和佐としても参加経験あり。
- 桂樹 - ペンネームの読み方は「けいじゅ」。レーベル創刊以前は新声社の「4コマ決定版」へ参加した経験がある。
- K-X6 - 「コミックゲーメスト」の「ゲーパロ4コマグランプリ」出身。ペンネームの読み方は「けーぺけむっつ」。掲載された作品のタイトルは、ほとんどが「あやしい」で始まっている。
- こいでたく - 代表作に「勇者くん」等。このレーベルでの「スーパーロボット大戦」シリーズの表紙イラストを多く手掛けている。
- こうた
- 神武ひろよし - 代表作に「ベリースイート」（まんがタイムきららMAX連載）等。
- 古賀亮一 - 代表作に「ニニンがシノブ伝」等。
- 国士ムソ子
- 湖西晶 - 代表作に「ソーダ村のソーダさん。」等。
- 小林隆志
- 小林真文 - 「4コマまんが王国」の主力作家の一人。代表作に「そんなんARIKA」等。
- こばやし竜介

### さ行
- サイキユニ（旧:采木由仁） - 采木名義時の単行本に「DRUM HOUSE」（このレーベルと同じく光文社刊行）がある。
- 斉藤コーキ
- 酒井さゆり - 代表作に「神八剣伝」のコミカライズ版等。
- さかざき鳴
- さかのちとせ
- 佐倉ケンイチ（旧:佐倉けんいち） - 代表作に「ドラゴンドライブ」（月刊少年ジャンプ連載）等。
- 佐倉忍
- 佐々木よしの - 代表作に「以神伝心!?」（少年王連載）等。
- 佐々木亮  - 「4コマまんが王国」の主力作家の一人であり藤波智之の妻。代表作に「マンションズ&ドラゴンズ」（コミックガム連載）等。
- 真田寿庵 - 代表作に「のちの真田幸村である」（まんがホーム連載）等。
- 塩崎有吾（塩崎ゆうご） - 1995～96年の一時期は塩崎ゆうご名義を使用。
- 志条ユキマサ
- シトロネット
- 紫野さとる
- しのすけ（現:岩戸あきら） - 代表作に「隠密派遣OLくの一番!」（コミックガム連載）等。双葉社の「4コマ戦線」シリーズにも「志の助」名義で執筆していた。
- 小竹田貴弘 - ペンネームの読み方は「しのだたかひろ」。代表作に「怪異いかさま博覧亭」（月刊ComicREX連載）等。
- 島風あさみ
- 島本晴海（現:島本晴海。）  - 環望の実弟。「4コマまんが王国」の主力作家の一人でもあった。現在は「島本晴海。」名義で主に成人漫画を手掛けている。
- 邪々丸乱太
- 珠梨やすゆき - 「バトルシップガール」（原作・橋本紡）のイラストを担当した事で有名。
- 祥之雅弘 - 「4コマ決定版」シリーズでも執筆。
- 白石琴似 - 代表作に「タイガー&バニーちゃん」等。
- しろくろ（現:藤島じゅん） - 代表作に「コンビニぶんぶん」等。「ザ・キング・オブ・ファイターズ'99 4コマギャグバトル」にのみ参加。
- 新庄聡美 - 「4コマまんが王国」出身。
- 神夢良
- 鈴挂ゆうま
- 鈴木梢 - 「4コママンガ劇場」出身。同名のフリーアナウンサーとは無関係。
- 鈴木猛 - 代表作に「それゆけ!てんぷく 突撃ドサ回り」等。任天堂作品シリーズの後期に参加。
- 須田さぎり - 代表作に「スウィートマイティーガールズ」等。
- すなはまさとみ
- スミノヒルネ - 代表作に「FRAGILE 〜さよなら月の廃墟〜」のコミカライズ版等。
- せつらりま
- 銭形たいむ - 代表作に「たなボタ」等。
- 世哉雅英

### た行
- 大賀一五（旧:大賀） - 2001年頃現名義に改名。レーベル参加初期はアメリカンコミック風な画調だった。
- 太平洋海
- 高綾こうの
- 高沢浩里 - 藤井昌浩の妻であり「4コマまんが王国」の主力作家の一人。
- 鷹月仁
- たかのはしふみこ
- たかみねうりこ
- 高久凌一
- 武梨えり -  結城心一の実妹。代表作に「かんなぎ」（月刊ComicREX連載）等。
- 立木大和（現:たちきヤマト） - 代表作に「機動少年XX」等。「新スーパーロボット大戦 4コマギャグバトル」にのみ参加。
- 辰巳仁
- 田中和仁
- 田中こゆき
- 田中正樹 - 「スーパーロボット大戦」シリーズの後期に参加。
- 谷和也 - 「ゲーパロ4コマグランプリ」出身。代表作に「機動戦士ガンダム ハイブリッド4コマ大戦線」（ガンダムエース連載）等。
- 田渕よしこ - 「4コママンガ劇場」出身。
- 千種ヒロコ（旧:千種裕子）
- 月野出迦夜
- 築山竜二
- 九十九万丈 - 新声社のゲーム4コマレーベルである「4コマ決定版」出身。
- 津島亮 - ペンネームの読み方は「つしまあきら」。
- 対馬州
- 津島直人 - 代表作に「ミカヅキ」等。
- つぶらひでとも - 代表作に「神秘の世界エルハザード」のコミカライズ版（月刊少年キャプテン連載）等。「スーパーロボット大戦」シリーズの後期に参加。
- 津室たかき
- つゆき
- つるぎかん - 「ヴァンパイア 4コマギャグバトル」のみに参加。
- D・レイマ宮木（旧:D・レイマ矢桐） - 「リアルバウト餓狼伝説2 THE NEWCOMERS 4コマギャグバトル」から現名義に改名。
- 出口ユーイチ
- てとら・ぽっと - 「ゲーパロ4コマグランプリ」出身。
- 寺鐘ひびき
- 寺蔵 - 代表作に「戦國遊園地」（コミックコンプ連載）。
- 天丸
- 刻田門大 - 代表作に「てんちょおのワタナベさん」等。
- 都波みなと  - 代表作に「サクラ大戦 ショウ劇場」（奥谷かひろ等と共著）等。
- 智 - 「4コママンガ劇場」出身。代表作に「ひめくり倶楽部」。現在も別レーベルのアンソロジーで執筆している。
- 虎井GON

### な行
- 七瀬壬稀
- 七谷文
- 七ツ谷薫
- 成田美穂 - 「4コママンガ劇場」出身。代表作に「ポケットモンスター 1Pコミック劇場」。このレーベルでは「スーパーマリオ」シリーズにのみ参加していた。
- 忍豚
- ねこまことみ（現:猫間ことみつ、旧:猫間ことみ） - 代表作に「ろりせん?」（まんがライフWIN連載）。1998年頃ねこまことみ名義に改名した後、猫間ことみつ名義に再改名している。
- 根室のひさよし - デビュー前に「アニメディア」の投稿コーナー、「アニメアイ」で殿堂入りを果たしている。
- 野々原ちき - 代表作に「姉妹の方程式」等。｢4コマまんが王国｣でも執筆。
- 野の元舞（おーはしるい[2]） - 代表作に「会計チーフはゆ〜うつ」等。
- 野日ちぢむ

### は行
- はかせ
- 破弓翔 - デビュー以前、新声社のゲーム4コマレーベルである「4コマ決定版」シリーズの読者投稿コーナーに掲載された経験がある。
- 萩原かおり
- 羽衣翔 - 代表作に「イース」等。
- ハザママサシ（現:ハザマ☆マサシ） - 代表作に「RaPuTEKI」（月刊少年シリウス連載）。
- 支倉かんぢ - ペンネームの読み方は「はせくらかんぢ」。「ザ・キング・オブ・ファイターズ」シリーズの後期に参加。
- 蜂文太 - 代表作に「武天のカイト」（原作・鈴木俊介、月刊少年ガンガン連載）等。
- 葉月茜
- 花香弥佳
- 林キヨカ
- はやせれく
- はやま真
- 原田将太郎 - 代表作に「D4プリンセス」等。「NEO･GEO4大格闘ゲーム ギャグバトル」のみに参加。
- 柊誠亜 - 「4コマ決定版」出身。
- 飛鷹ゆうき（旧:一条馨） - 代表作に「タイムウォーカー零」（週刊少年ジャンプ連載）。一条名義は主にアンソロジーで使用していたが、「ポケットモンスター 4コマギャグバトル」で表紙イラストを担当時にも使用している。
- 桧月いかる -  「ヴァンパイア」シリーズの初期（「ヴァンパイア 4コマギャグバトル」はイラストのみ）に参加。1993年にやのまんがスーパーファミコンで発売した「TRINEA -トリネア-」にキャラクターデザインで参加している。
- 飛月まい - 女性向け作品でも活動しており、単行本が数冊発表されている。
- 雛あびる
- 日野まるこ - 他社のゲーム攻略本やアンソロジー等で活躍していた。このレーベルでは「ぷよぷよ」シリーズにのみ参加。
- ひばきち - 「星のカービィ スーパーデラックス 4コマギャグバトル はらぺこ編」にのみ参加。
- ひらのわたる - 後に「4コマまんが王国」でも執筆。
- ひろさわしげあき - 「ヨッシーアイランド 4コマギャグバトル」等1995年に発売されたレーベル作品に参加。
- 広のまこと（旧:廣野誠、現:二十五円） - 最初期からこのレーベルを支えてきた作家の一人。作中に九州弁やプロレスネタ、架空の必殺技を織り込む事が多い。別レーベルでは「廣の誠」名義を使用。
- ふうま漣
- 福永朱示 - プレイステーションで1999年に発売されたカードゲーム、「エンドセクター」にイラストで参加[3]。
- 福原君（現:古事記王子） - 「4コマまんが王国」の主力作家の一人。現在は「古事記王子」名義で成人漫画家として活動。
- 藤井あお（現:藤丸あお[4]） - 「月刊OUT」出身。代表作に「WARNING!!ダライアスさん」等。
- 藤井サトル
- 藤井昌浩 - 高沢浩里の夫であり「4コマまんが王国」の主力作家の一人。代表作に「くにおくん!熱血勝負!!」。4コマギャグバトル参加当初はページの柱部分で架空のお便り紹介を行う、一風変わった作風だった。
- 藤沢えいる
- 藤凪かおる - 「4コママンガ劇場」出身。代表作に「パニクリぐらし☆」等。
- 藤浪智之 - 佐々木亮の夫。本職は漫画原作者だが、「ヨッシーアイランド 4コマギャグバトルPART2」にのみ漫画家として参加。
- ふしみゆうり（旧:YOURY、伏見ゆうり） - 「ザ・プレイステーション」に小林アヴ子と週交代でゲームレビュー漫画を連載していた。
- 冬凪れく - 代表作に「うちゅうくん」（少年王連載）等。
- B・ビレッジ - ペンネームの読み方は「ブラッド・ビレッジ」。「スーパーロボット大戦」シリーズの後期に参加。
- 古川理奈 - 「ポポロクロイス物語 4コマギャグバトル 」等1996年に発売されたレーベル作品に参加。
- ほり○ますみ(現:ほりますみ) - ペンネームの「」の部分は写植記号BA-90(俗称･「ぽげムたマーク」)が描かれていた。後に「4コママンガ劇場」でも執筆。
- ぽわそん・だぶりる - 後に「4コママンガ劇場」でも執筆。

### ま行
- 魔神ぐり子 - 「4コママンガ劇場」出身。代表作に「楽屋裏」等。
- 真河流
- 牧野博幸 - 「4コママンガ劇場」出身。代表作に「勇者カタストロフ!!」等。
- 牧原ひさと - 双葉社の「ぷよぷよゲームブック」シリーズで作画を担当。
- まくらえいじ - 「火の玉ゲームコミックVol.2」のみに参加。
- 真島圭
- まじめたかこ
- 松浦桂
- 松田円 - 代表作に「サクラ町さいず」等。
- 松原あきら - 代表作に「ひみつのアンジェリス」等。「NEO･GEO4大格闘ゲーム ギャグバトル」のみ参加。
- 松本英孝 - 最初期からこのレーベルを支えてきた作家の一人。代表作に「宇宙の幸」等。このレーベルを含め当時の人気4コマレーベル（4コマまんが王国・4コママンガ劇場・4コマ決定版・4コマランド[5]）全てで執筆経験がある。ペンネームの読み方は途中から「まつもとひでたか」→「まつもとえいこう」へ変更されている。
- まつやま登 - 「4コマまんが王国」の主力作家の一人。神楽つなの妻。
- 愛樺 - ペンネームの読み方は「まなか」。
- みうらチキ - 「ぷよぷよ」シリーズの最初期に参加。
- 岬下部せすな - 「4コママンガ劇場」出身。代表作に「えすぴー都 見参!」等。
- 美川べるの - 代表作に「ストレンジ・プラス」（コミックZERO-SUM連載）等。
- 水樹悠
- みずなともみ - 代表作に「魔女っ子@home」等。
- 路みちる - 石田和明の妻。「4コママンガ劇場」出身。
- 御津浦彩
- 三橋貴志
- ミップ - 「どうぶつの森」シリーズにのみ参加。
- 水戸いずみ - 「デラックスボンボン」の「ストリートファイターII」4コマ漫画で主力作家として活躍。小説家の水戸泉とは別人。
- 水上広樹 - 代表作に「コットン」（コミックゲーメスト連載）等。「4コマ決定版」の初期主力作家でもあった。
- 御巫史
- 湊彩帆
- むつきつとむ - 代表作に「火星物語 五月の花嫁」（ファミ通ブロス連載）等。「NEO･GEO4大格闘ゲーム ギャグバトル」にのみ参加。
- むねきち - 代表作に「まーぶるインスパイア」（まんがタイムきらら連載）等。
- 宗高
- 明華
- 人参So.（旧:人参So） - ペンネームの読み方は「めまいそ」。レーベル参加当初は「人参So」名義だった。
- 望月和臣 - 代表作に「でらぐい」（まんが4コマKINGSぱれっとLite連載）等。
- 百知宗之助
- 森咲果梨 - 「4コママンガ劇場」出身。
- 森山夏鈴

### や～わ行
- 矢井友好
- 柳由紀（現:ゆきやなぎ） - ホビージャパンが一時期発行していたゲームアンソロジーでも活躍していた。現在は「ゆきやなぎ」名義で主に成人向け作品を執筆。
- 山形伊佐衛門（旧:金華山綱道[6]、山形勲魚、山形いさえもん） - 代表作に｢エリーのアトリエ ～南からの留学生～｣。最初期は金華山綱道・山形勲魚（やまがたいさを）名義を使用。「鉄拳2 4コマギャグバトル」から山形いさえもん、後に現名義へ改名。
- 山本孝経 - 「ヴァンパイアセイヴァー 4コマギャグバトル」のみ参加。
- 山本まるみ - 「マスターオブモンスターズ ～暁の賢者達～」等でイラストレーターとしても活躍。
- 結城心一 - 武梨えりの実兄。代表作に「ちろちゃん」等。
- 祐三マキコ
- 吉崎観音 - 代表作に「ケロロ軍曹」（月刊少年エース連載）等。 「4コマ決定版」の初期主力作家でもあった。
- 吉田創 - 代表作に「ブンダバー!」等。最初期は「スーパーマリオ」シリーズの4コマにも参加していたが、現在では掲載不可能なブラックネタを多く執筆していた。
- 義見依久 - 代表作に「戦国群笑伝 少年忍者バサラくん」等。
- 吉本犬丸（現:吉本蜂矢） - 代表作に「デビューマン」（ヤングキング連載）等。
- 立直ツモ子・ロン子
- 龍作君
- りょうまさやみ
- 六鐘円鏡示（旧:怪談寺妖介） - 「ゲーパロ4コマグランプリ」出身。ペンネームの読み方は「ろくしょうまるかがみ」。1998年頃現名義に改名。
- 渡空燕丸 - 「4コママンガ劇場」出身。現在も別レーベルのアンソロジーで執筆している。

## 4コマ以外（イラスト等）で参加した作家
この節では、4コマギャグバトル及び前身的存在である「火の玉ゲームコミック」、4コマ+ショートコミックによる番外編的存在である「4大格闘ゲームギャグバトル」・「ギャグパラダイス」に4コマ作品以外で参加経験のある作家を列挙する。
- 相沢美良
- 石
- 伊藤霊一
- いのうえ空 - 「NEO･GEO4大格闘ゲーム ギャグバトル」にショートコミックで参加。
- 桜瀬琥姫
- 御祗島千明
- 押田J・O - 「火の玉ゲームコミック」の一部コラムコーナーのカットを担当。
- 越智善彦（おちよしひこ）
- 桂崎新子
- 加藤礼次朗 - 「スーパードンキーコング 4コマギャグバトル」で表紙イラストを担当。
- 神崎らいむ
- 騎羅
- 久織ちまき
- 雲屋ゆきお
- くら☆りっさ
- 紅楼夢
- 宗美智子
- 田島昭宇 - 「NEO･GEO4大格闘ゲーム ギャグバトル」にイラストで参加。
- たしろたくや
- 津雲幻一郎 - 「NEO･GEO4大格闘ゲーム ギャグバトル」にイラストで参加。
- 土屋杏子（現:つちやきょうこ）
- 西川秀明
- 西舘直樹
- 野原アヤ
- 古澤純也（ふるじゅん）
- 真鍋譲治 - 「NEO･GEO4大格闘ゲーム ギャグバトル」にイラストで参加。
- 三輪士郎
- 柳草一郎 - 「4コマまんが王国」最初期に「栁草一郎」名義で参加していた。「スーパーボンバーマン3 4コマギャグバトル」で目次イラストを担当。
- 結川カズノ
- ユナイト双児
- 渡瀬希美（現:渡瀬のぞみ）

## 刊行された作品

### マリオシリーズ
- スーパードンキーコング 4コマギャグバトル 1995年 - レーベル第1号作品。
- ヨッシーアイランド 4コマギャグバトル 1995年
- スーパードンキーコング 4コマギャグバトルPART2 1995年
- スーパードンキーコング2 4コマギャグバトル 1996年
- ヨッシーアイランド 4コマギャグバトルPART2 1996年
- スーパーマリオ大集合 4コマギャグバトル 1996年 - 歴代のスーパーマリオシリーズ作品で構成されている。
- スーパーマリオ64 4コマギャグバトル 1996年
- スーパードンキーコング3 4コマギャグバトル 1997年
- マリオカート64 4コマギャグバトル 1997年
- ヨッシーストーリー 4コマギャグバトル 1998年
- ディディーコングレーシング 4コマギャグバトル 1998年
- ヨッシーストーリー 4コマギャグバトル にこにこ編 1998年
- マリオパーティ 4コマギャグバトル 1999年
- ドンキーコング2001 4コマギャグバトル 2001年
- スーパーマリオサンシャイン 4コマギャグバトル 2002年
- スーパーマリオサンシャイン 4コマギャグバトル こんがり編 2003年
- マリオパーティ4 4コマギャグバトル 2003年
- マリオパーティ5 4コマギャグバトル 2003年
- マリオ&ルイージRPG 4コマギャグバトル 2004年

### ストリートファイターシリーズ
- SUPERストリートファイターIIX 4コマギャグバトル 1995年 - 「火の玉ゲームコミック」や「少年王」に掲載された作品の再録と新規描き下ろしで構成。
- ストリートファイターZERO 4コマギャグバトル 1995年
- ストリートファイターZERO2 4コマギャグバトル 1996年
- ストリートファイターIII 4コマギャグバトル 1997年

### ザ・キング・オブ・ファイターズシリーズ
- ザ・キング・オブ・ファイターズ'94 4コマギャグバトル 1995年
- ザ・キング・オブ・ファイターズ'95 4コマギャグバトル 1994年
- ザ・キング・オブ・ファイターズ'95・'96 4コマギャグバトル 1996年
- ザ・キング・オブ・ファイターズ'96 4コマギャグバトル 1996年
- ザ・キング・オブ・ファイターズ'97 4コマギャグバトル 1997年
- ザ・キング・オブ・ファイターズ'97 4コマギャグバトル 三種の神器編 1997年
- ザ・キング・オブ・ファイターズ'98 4コマギャグバトル 1998年
- ザ・キング・オブ・ファイターズ'99 4コマギャグバトル 1999年
- ザ・キング・オブ・ファイターズ'99 EVOLUTION 4コマギャグバトル 2000年
- ザ・キング・オブ・ファイターズ2000 4コマギャグバトル 2000年

### ボンバーマンシリーズ
- スーパーボンバーマン3 4コマギャグバトル 1995年
- スーパーボンバーマン3 4コマギャグバトルPART2 1996年
- スーパーボンバーマン4 4コマギャグバトル 1996年
- スーパーボンバーマン4 4コマギャグバトルリターンズ 1996年
- スーパーボンバーマン5 4コマギャグバトル 1997年
- 爆ボンバーマン 4コマギャグバトル 1997年

### 鉄拳シリーズ
- 鉄拳 4コマギャグバトル 1995年
- 鉄拳2 4コマギャグバトル 1996年
- 鉄拳3 4コマギャグバトル 1997年

### ヴァンパイアシリーズ
- ヴァンパイア 4コマギャグバトル 1995年
- ヴァンパイアハンター 4コマギャグバトル 1995年
- ヴァンパイアセイヴァー 4コマギャグバトル 1997年

### どうぶつの森シリーズ
- どうぶつの森+ 4コマギャグバトル ほのぼの編 2002年
- どうぶつの森+ 4コマギャグバトル うきうき編 2003年
- どうぶつの森e+  4コマギャグバトル とことん編 2003年
- どうぶつの森e+ 4コマギャグバトル Part2 2003年

### 4大格闘ゲームギャグバトルシリーズ
4コマだけでなく、ショートコミックが併せて掲載されているシリーズ。
- NEO･GEO4大格闘ゲーム ギャグバトル 1994年 - 収録作品は「サムライスピリッツ」、「餓狼伝説スペシャル」、「ワールドヒーローズ2JET」、「龍虎の拳2」。
- CAPCOM4大格闘ゲーム ギャグバトル 1995年 - 収録作品は「SUPERストリートファイターIIX」、「サイバーボッツ」、「ヴァンパイアハンター」、「ファイナルファイト2」。

### その他のシリーズ
- 真サムライスピリッツ 4コマギャグバトル 1995年
- ファイティングバイパーズ 4コマギャグバトル 1996年
- ポポロクロイス物語 4コマギャグバトル 1996年
- マジカルドロップ2 4コマギャグバトル 1996年
- ラストブロンクス 4コマギャグバトル 1997年
- ポケットファイター 4コマギャグバトル 1997年
- リアルバウト餓狼伝説2 THE NEWCOMERS 4コマギャグバトル 1998年
- 新世紀エヴァンゲリオン 鋼鉄のガールフレンド 4コマギャグバトル1998年
- サイキックフォース2012 4コマギャグバトル 1998年
- サウザンドアームズ 4コマギャグバトル 1999年
- 桃太郎伝説 4コマギャグバトル 1999年 - 1998年にプレイステーションで発売されたリメイク版を扱っている。
- 魔剣X 4コマギャグバトル 1999年
- ロックマンDASH2 4コマギャグバトル 2000年
- カスタムロボV2 4コマギャグバトル 2001年
- タクティクスオウガ外伝 4コマギャグバトル 2001年
- スターフォックスアドベンチャー 4コマギャグバトル 2002年
- グローランサーIV Wayfarer of the time 4コマギャグバトル 2003年
- STELLA DEUS 4コマギャグバトル 2004年